# Johann Heidenreich von Ketteler zu Harkotten
Johann Heidenreich von Ketteler zu Harkotten (* 1669; † 30. November 1722) war Ritter des Deutschen Ordens und Komtur mehrerer Kommenden.

## Leben

### Herkunft und Familie
Johann Heidenreich von Ketteler zu Harkotten wuchs als Sohn von Goswin Kaspar Heidenreich von Ketteler zu Harkotten ex Bollen und Anna von Schade zu Salvey mit seinen Brüdern Goswin Kaspar, Christoph Joest und Alexander Johann Hermann († 1695, Propst in Cappenberg) in der Adelsfamilie von Ketteler auf. Sein Großvater Goswin von Ketteler zu Middelburg heiratete 1615 die Erbtochter Christine von Korff gen. Schmising. Dadurch ging die Linie von Korff genannt Schmising in die Familie von Ketteler auf, die auch in den Besitz des Schlosses Harkotten kam.

### Wirken
1695 fand Johann Heidenreich als Ritter Aufnahme im Deutschen Orden. 1712 wurde Heidenreich Komtur der Kommenden in Münster und Osnabrück. 1716 war er Komtur in Brackel. Er blieb hier zwei Jahre und wechselte 1718 zur Kommende Malenburg.